# Lee Shubert

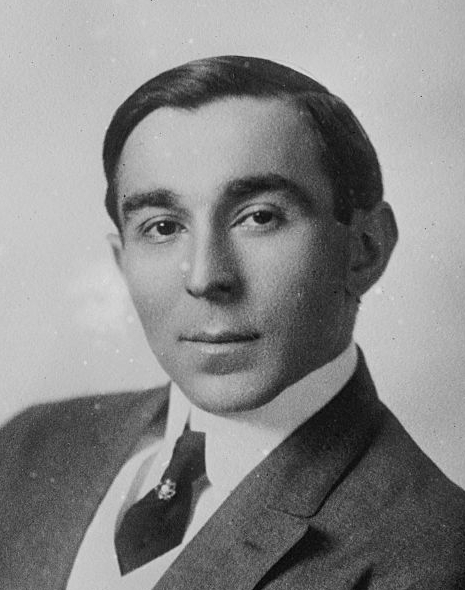
Lee Shubert.

Levi "Lee" Shubert, född 25 mars 1871 i Neustadt i Kongresspolen (numera Kudirkos Naumiestis i Litauen), död 25 december 1953 i New York, var en litauer-amerikansk teaterproducent och ägare. Tillsammans med bröderna Jacob J. Shubert och Sam Shubert skapade han ett teaterimperium i New York.